# Courcelette Peak
Courcelette Peak är en bergstopp i Kanada.   Den ligger i provinsen British Columbia, i den södra delen av landet, 2 900 km väster om huvudstaden Ottawa. Toppen på Courcelette Peak är 3 044 meter över havet.